# ان-متیل‌تیرآمین
ان-متیل‌تیرآمین (به انگلیسی: N-Methyltyramine) یک ترکیب شیمیایی با شناسهٔ پاب‌کم ۹۷۲۷ است.